# International Slankefri Dag
International Slankefri Dag markeres hvert år den 6. maj for at hylde alle kroppes forskellighed, både hvad angår udseende, størrelse, form og sansning. Dagen bruges også til at skabe opmærksomhed omkring de negative konsekvenser af at slanke sig og af at leve efter eksterne regler, fx kropsutilfredshed, vægtsvingninger og spiseforstyrrelser. International Slankefri Dags symbol er den lyseblå sløjfe.

## Oprindelse
International Slankefri Dag blev første gang markeret i England i 1992 på initiativ af Mary Evans Young. 
Young var motiveret af sine egne oplevelser; hun var i skolen blevet drillet med at være tyk, havde lidt af anoreksi, var blevet rask og havde på den baggrund startet den britiske anti-slanke bevægelse "Diet Breakers", hvor hun arbejdede på at få folk til at værdsætte sig selv for, hvad de var, og at værdsætte den krop, de havde. Young fortæller sin historie i bestsellerbogen "Diet Breaking: Having It All Without Having To Diet" (udgivet af Hodder & Stoughton, 1995).
Det var især to episoder, der styrkede Youngs ønske om at gøre verden opmærksom på tomheden og skaderne ved at slanke sig:
1. Hun så en tv-udsendelse, hvor en kvinde for tredje gang underlagde sig en slankeoperation (de to foregående var mislykkedes), fordi hun så desperat ønskede sig at blive slank.
2. Hun læste en avisartikel om en teenagepige, der havde hængt sig, fordi hun blev mobbet med at være tyk. Pigen passede en tøjstørrelse 42/44.

Den første International Slankefri Dag skulle markeres ved en picnic i Hyde Park, London, men da det regnede på dagen, drog flokken – der bestod af 12 kvinder i alderen mellem 21 og 76 år – hjem til Young, hvor de holdt picnic i stuen. Medierne dukkede op i stort antal og slog sig ned foran huset, hvor der blev skubbet og mast for at få lavet interviews og taget billeder.

## Internationalt
Allerede i 1993 blev International Slankefri Dag fejret i USA.
De første år blev International Slankefri Dag afholdt den 5. maj, men da man i Californien, Texas, New Mexico og Arizona var bekymrede over sammenfaldet med Cinco de Mayo, der netop blev fejret i disse stater, blev International Slankefri Dag – med Youngs accept – efterfølgende afholdt den 6. maj, hvilket tilfældigvis også er Mary Evans Youngs fødselsdag.
Siden da har International Slankefri Dag været markeret i adskillige lande over hele kloden.

## Danmark
I 2000 skrev Elsebeth Søs Hansen en kronik til Berlingske Tidende, hvori hun fortalte om International Slankefri Dag og hvorfor, det er vigtigt, vi også markerer den her i landet. I 2001 blev International Slankefri Dag markeret ved et arrangement på Gammeltorv i København, hvor der var opstillet en bod, blev uddelt informationsmateriale samt solgt klistermærker med lyseblå sløjfer.

## Formål
International Slankefri Dag er dagen, hvor man
- Anfægter idéen om, at der kun skulle findes én "rigtig" kropsstørrelse og kropsform – hylder i stedet alle kroppes skønhed og forskellighed.
- Promoverer positiv kropsimage og selvværd hos alle mennesker i alle aldre, alle størrelser og i alle faconer.
- Taler for afbalancerede spisemønstre, der ikke er restriktive eller fedtfobiske. Der findes en vej mellem alt eller intet, og det er den vej, International Slankefri Dag peger på. Det handler om lyst og behov, om nydelse og velvære, om alsidighed og variation.
- Udfordrer de kulturelle værdier og holdninger, som fører til kropshad, optagethed af vægt samt spiseforstyrrelser.
- Opfordrer medierne til at bringe positive og respektfulde billeder af mennesker i alle størrelser og forskellige former.
- Gør opmærksom på faren ved at slanke sig og de sociale, emotionelle og fysiske konsekvenser af at være optaget af mad, kropsstørrelse og vægt.
- Fortæller om faren ved slankeoperationer, slankemedicin og sundhedspersonalers fordomsfulde holdning til og behandling af de tykke.
- Arbejder for at stoppe diskrimination, undertrykkelse og mobning på grund af vægt, kropsstørrelse og fedtfobi.

## Eksterne links
- Facebook-side med beretning om aktiviteter i Danmark